# カンプ谷線
カンプ谷線（ドイツ語: Kamptalbahn）は、オーストリア国鉄の鉄道線の名称である。路線番号は820。
正式には、ハーダースドルフ以北がカンプ谷線、クレムス以南がヘルツォーゲンブルク - クレムス線（ドイツ語: Bahnstrecke Herzogenburg - Krems）であるが、両者は運行系統が一体であり、本頁では双方をまとめて記載する。

## 運行形態
快速と普通について説明する。

### 快速「レギオナルエクスプレス(REX)」
- REX44系統：　ザンクト・ペルテン - ヘルツォーゲンブルク - ホーン ( ← ジグムンツハーベルク)　【平日・土曜運行】
平日は一日あたり、朝にジグムンツハーベルク発ザンクト・ペルテン行が1本とクレムス発ザンクトペルテン行が2本、午後にクレムス発ザンクトペルテン行が1本、夕方にザンクト・ペルテン発ホーン行が3本、ザンクト・ペルテン発シュティーファーン行が2本、クレムス発ホーン行が1本ずつ運行される。土曜はクレムス発ザンクトペルテン行が1本運行する。ヘルツォーゲンブルク以南は112号線に直通する。南行のみ、ローレンドルフとゲーダースドルフを通過する。北行は1本に限りローレンドルフを通過する。
過去の運行形態
かつては北行がガース・トゥーナウ止まりであった他、ザンクト・ペルテン - クレムス間で終日2時間に1本運行されていた。また、北行のシュティーファーン止まりは一日1本の運行であった他、南行のクレムス始発の列車は普通(R44)として運行していた。
2015年12月のダイヤ改正でクレムス以南の列車の大部分が快速列車(R)に格下げとなった。なお、北行は全てローレンドルフ停車であった。
2018年末に、北行がホーンまで延伸された。
2023年度より、北行1本がローレンドルフ通過となった。ザンクトペルテン発シュティーファン行の快速1本が、停車駅そのままで普通に格下げとなった。
2024年度より、北行のシュティーファーン止まり1本、南行のクレムス始発の列車のうち2本が快速(REX44)に格上げとなり、それぞれ2本、3本に増発された。これによりヴィーランツタル通過の列車は全て快速となった。また、新たにフルト・パルト通過の快速が設定された。

### 普通「レギオナルツーク(R)」
区間毎に運転系統が分かれる。
- R44系統：　ザンクト・ペルテン - ヘルツォゲンブルク - クレムス - ホーン
1時間に1本の運行。全列車が112号線に直通する。ザンクト・ペルテンで、100号線ザルツブルク方面・111号線ヴィーン方面超特急(RJ)と接続する。その他、クレムスでは、ザンクト・ペルテン方面と、810号線ヴィーン方面特別快速(REX)との接続も考慮されたダイヤになっている。
過去の運行形態
かつては、2時間に1本程度の運行で、113号線のハインフェルトまで直通する便もあった。ツェービングは全列車停車であった。
2015年12月のダイヤ改正にて特別快速(REX)が格下げとなり、クレムス以南が平日は1時間に1本/休日1～2時間に1本の運行、クレムス以北が平日1～2時間に1本/休日2時間に1本の運行となり、113号線との直通が無くなった。
2018年末のダイヤ改正で、現在の本数となった。
2024年度より、ツェービング通過の列車が設定された。

- ホーン - ジグムンツハーベルク
1時間に1本の運行。
2018年以前は、平日1～2時間に1本、休日2時間に1本の運行であった。

## 駅一覧
以下では、オーストリア国鉄820号線の駅と営業キロ、停車列車、接続路線などを一覧表で示す。
- 種別
  - REX：快速
  - R：普通
- 停車駅
  - ■印：全列車停車
  - ●印：一部通過
  - ○印：一部停車
  - ｜印：全列車通過

| 路線名 | 駅名                                         | 駅間営業キロ | 累計営業キロ                 | 累計営業キロ             | REX | R  | 接続路線 | 所在地                   | 所在地                         |
| ------ | -------------------------------------------- | ------------ | ---------------------------- | ------------------------ | --- | -- | -------- | ------------------------ | ------------------------------ |
| 820    | ヘルツォーゲンブルク駅                       | -            | ヘルツォーゲンブルクから 0.0 |                          | ■   | ■  | 112号線  | ニーダーエスターライヒ州 | ザンクト・ペルテン・ラント郡   |
| 820    | ヘルツォーゲンブルク・ヴィーランツタル駅     | 1.1          | 1.1                          |                          | ｜  | ■  |          | ニーダーエスターライヒ州 | ザンクト・ペルテン・ラント郡   |
| 820    | シュタッツェンドルフ駅                       | 6.4          | 7.5                          |                          | ■   | ■  |          | ニーダーエスターライヒ州 | ザンクト・ペルテン・ラント郡   |
| 820    | マイドリンク・イム・タル駅（2015年12月休止） |              | 10.5                         |                          | ｜  | ｜ |          | ニーダーエスターライヒ州 | クレムスラント郡               |
| 820    | パウドルフ駅                                 | 5.1          | 12.6                         |                          | ■   | ■  |          | ニーダーエスターライヒ州 | クレムスラント郡               |
| 820    | クライン・ヴィーン駅（2015年12月休止）       |              | 13.8                         |                          | ｜  | ｜ |          | ニーダーエスターライヒ州 | クレムスラント郡               |
| 820    | フルト・ゲトヴァイク駅                       | 3.0          | 15.6                         |                          | ｜  | ●  |          | ニーダーエスターライヒ州 | クレムスラント郡               |
| 820    | フルト・パルト駅                             | 1.6          | 17.2                         |                          | ●   | ■  |          | ニーダーエスターライヒ州 | クレムスラント郡               |
| 820    | クレムス・アン・デア・ドナウ駅               | 3.1          | 20.3                         |                          | ■   | ■  | 811号線  | ニーダーエスターライヒ州 | クレムス・アン・デア・ドナウ市 |
| 820    | ローレンドルフ駅                             | 4.3          | 24.6                         |                          | ●   | ●  |          | ニーダーエスターライヒ州 | クレムスラント郡               |
| 820    | ゲーダースドルフ駅                           | 2.6          | 27.2                         |                          | ●   | ●  |          | ニーダーエスターライヒ州 | クレムスラント郡               |
| 820    | ハーダースドルフ・アム・カンプ駅             | 2.6          | 27.2                         | ハーダースドルフから 0.0 | ■   | ■  | 810号線  | ニーダーエスターライヒ州 | クレムスラント郡               |
| 820    | ゴーベルスブルク駅                           | 2.1          | 29.3                         | 2.1                      | ■   | ■  |          | ニーダーエスターライヒ州 | クレムスラント郡               |
| 820    | ランゲンロイス駅                             | 2.1          | 31.4                         | 4.2                      | ■   | ■  |          | ニーダーエスターライヒ州 | クレムスラント郡               |
| 820    | ツェービンク駅                               | 1.7          | 33.1                         | 5.9                      | ■   | ●  |          | ニーダーエスターライヒ州 | クレムスラント郡               |
| 820    | シェーンベルク・アム・カンプ駅               | 2.9          | 36.0                         | 8.8                      | ■   | ■  |          | ニーダーエスターライヒ州 | クレムスラント郡               |
| 820    | シュティーファーン駅                         | 3.1          | 39.1                         | 11.9                     | ■   | ■  |          | ニーダーエスターライヒ州 | クレムスラント郡               |
| 820    | アルテンホフ駅                               | 1.6          | 40.7                         | 13.5                     | ■   | ■  |          | ニーダーエスターライヒ州 | クレムスラント郡               |
| 820    | プランク・アム・カンプ駅                     | 3.5          | 44.2                         | 17.0                     | ■   | ■  |          | ニーダーエスターライヒ州 | クレムスラント郡               |
| 820    | ブフベルク駅                                 | 2.7          | 46.9                         | 19.7                     | ■   | ■  |          | ニーダーエスターライヒ州 | ホーン郡                       |
| 820    | ガース・トゥーナウ駅                         | 2.9          | 49.8                         | 22.6                     | ■   | ■  |          | ニーダーエスターライヒ州 | ホーン郡                       |
| 820    | カーメク駅                                   | 1.6          | 51.4                         | 24.2                     | ∨▲  | ■  |          | ニーダーエスターライヒ州 | ホーン郡                       |
| 820    | シュタレク駅                                 | 1.3          | 52.7                         | 25.5                     | ∨▲  | ■  |          | ニーダーエスターライヒ州 | ホーン郡                       |
| 820    | ローゼンブルク駅                             | 1.5          | 54.2                         | 27.0                     | ■   | ■  |          | ニーダーエスターライヒ州 | ホーン郡                       |
| 820    | ホーン駅                                     | 7.3          | 61.5                         | 34.3                     | ■   | ■  |          | ニーダーエスターライヒ州 | ホーン郡                       |
| 820    | ブライテナイヒ・バイ・ホーン駅               | 1.5          | 63.0                         | 35.8                     | ■   | ●  |          | ニーダーエスターライヒ州 | ホーン郡                       |
| 820    | ジグムンツハーベルク駅                       | 8.0          | 71.0                         | 43.8                     | ■   | ■  | 800号線  | ニーダーエスターライヒ州 | ホーン郡                       |